# Arrête avec tes mensonges (film)
Pour plus de détails, voir Fiche technique et Distribution.
Arrête avec tes mensonges est un film français réalisé par Olivier Peyon, sorti en 2022. Il s'agit de l'adaptation du roman autobiographique du même titre de Philippe Besson, publié aux éditions Julliard en 2017.

## Synopsis
En acceptant de parrainer le bicentenaire d'une célèbre marque de cognac, le romancier Stéphane Belcourt, quinquagénaire, revient pour la première fois dans la ville où il a grandi. Il y rencontre Lucas, le fils de Thomas, son premier amour durant ses années lycée.

## Fiche technique
Sauf indication contraire, les informations mentionnées dans cette section peuvent être confirmées par la base de données cinématographiques Unifrance,  présente dans la section « Liens externes ».
- Titre original : Arrête avec tes mensonges
- Réalisation : Olivier Peyon
- Scénario : Arthur Cahn, Olivier Peyon, Vincent Poymiro et Cécilia Rouaud, d'après le roman du même titre de Philippe Besson
- Musique : Thylacine et Bravinsan
- Décors : Clémence Ney
- Costumes : Oriol Nogues
- Photographie : Martin Rit
- Son : Olivier Dandré
- Montage : Damien Maestraggi
- Production : Anthony Doncque, Miléna Poylo et Gilles Sacuto
- Société de production : TS Productions
- Sociétés de distribution : KMBO (France) ; Axia Films Inc. (Québec)
- Pays de production :  France
- Langue originale : français
- Format : couleur
- Genre : drame romantique
- Durée : 98 minutes
- Dates de sortie :
  - France : 27 août 2022 (Festival du film francophone d'Angoulême)[2] ; 22 février 2023 (sortie nationale)
  - Québec : 5 mai 2023[3]

## Distribution
Sauf indication contraire, les informations mentionnées dans cette section peuvent être confirmées par la base de données cinématographiques IMDb,  présente dans la section « Liens externes ».
- Guillaume de Tonquédec : Stéphane Belcourt
  - Jérémy Gillet : Stéphane, jeune (1984)
- Victor Belmondo : Lucas Andrieu
- Guilaine Londez : Gaëlle Flamand
- Julien de Saint-Jean : Thomas Andrieu
- Pierre-Alain Chapuis : Monsieur Dejean
- Laurence Pierre : Mme Dejean
- Cyril Couton : le libraire
- Marilou Gallais : la grand-mère de Lucas
- Dominique Courait : Thierry

## Production

### Développement
En août 2017, Philippe Besson annonce qu'il a eu « plusieurs propositions » pour adapter son roman Arrête avec tes mensonges au cinéma et qu'il a finalement choisi Olivier Peyon parce qu'il « a lu le livre tout de suite, dès sa sortie », raconte l'écrivain, avant de poursuivre : « Il a cherché à me joindre dès les premiers jours. Ça veut dire que ce n’est pas quelqu’un qui a attendu le succès du livre. Le livre a connu un gros succès. Il y avait une espèce de sincérité absolue dans sa démarche ».
En novembre 2021, on apprend que la société KMBO distribuera ce film.

### Attribution des rôles
Au début du tournage en novembre 2021, Guillaume de Tonquédec et Victor Belmondo sont annoncés comme acteurs principaux.

### Tournage
L'intrigue du roman de Philippe Besson est située à Barbezieux, tandis que le tournage a eu lieu à Cognac et dans les carrières de Guizengeard en Charente.

## Accueil

### Festival, sorties et promotion
Arrête avec tes mensonges est présenté en avant-première, le 27 août 2022, au Festival du film francophone d'Angoulême dans la catégorie des « Coups de cœur », ainsi que le 11 novembre de la même année au festival de films francophones Cinemania, à Montréal (Canada), et le 29 novembre au festival Chéries-Chéris.
Initialement prévue le 18 janvier 2023, la sortie du film dans les salles françaises est reportée au 22 février.

### Accueil critique
En France, le site Allociné donne la note de 3,1⁄5, après avoir recensé 16 critiques de presse.
Display Magazin, magazine de Suisse, est ravi : « Il n'est pas rare que l'on se souvienne de Call Me by Your Name. Ici comme ailleurs, la beauté du paysage contraste avec le chaos des sentiments. Comme Luca Guadagnino, Olivier Peyon met en scène des scènes intimes avec une passion palpitante et peut compter sur des acteurs charismatiques entre lesquels l'alchimie est palpable. Sans parler du gène de la coolitude de Belmondo. ».
Pour la rédaction du Parisien, le film, « joliment interprété par Guillaume de Tonquédec et Victor Belmondo », « oscille entre le grand mélo et la légèreté, à travers quelques moments de comédie. ». Laurent Cambon (aVoir-aLire.com), va de le même sens que cette critique en parlant d'une « romance simple qui flirte avec délicatesse entre la saga familiale, le retour aux sources et le droit à la différence. ».
Pour Xavier Leherpeur (L'Obs), « la mise en scène surjoue la délicatesse, atténuant l’âpreté du propos : passion perdue, transfuge de classe et honte de soi. Mais les acteurs et actrices offrent une partition subtile et touchante. ».
Baptiste Thion du Journal du dimanche dit du film que « prenant des libertés avec le roman autobiographique de Philippe Besson tout en gardant l’esprit, Olivier Peyon signe un film sans grande ambition formelle mais juste et émouvant autour d’une romance adolescente passée et un présent semé de lourdes questions. ».
Dans les critiques les plus négatives, on peut citer celle d'Olivier Rossignot pour le site Culturopoing. Pour lui, « seuls les flash-backs aux teintes délavées font preuve d’une certaine délicatesse » notamment pour dépeindre la sexualité des personnages et découvrir leur corps et intimité. La musique du film est aussi remarquée positivement par le critique, bien qu'elle ne provoque une « émotion naturelle » trop rare. Le critique résume son propos ainsi : « c'est parce qu’il nous est impossible de ne pas être solidaire avec le message que délivre Arrête avec tes mensonges qu’il nous est impossible d’en défendre l’adaptation. On n’en niera pas la portée pédagogique, mais on est ramené à un constat toujours aussi triste : l’absence d’ambition formelle d’un certain cinéma français définit parfois sa griffe. ».
Estelle Aubin pour Première dit ceci : « Intrigue entre un homosexuel refoulé et un autre assumé (qui plus est écrivain englué dans le passé) mille fois rebattue, fils narratifs poussifs, flashbacks scolairement orchestrés, la tension sourde qui sous-tendait dans le livre peine ici à exister. Le réalisateur des bien plus emballants Une vie ailleurs ou Tokyo Shaking déçoit. ».

### Box-office
Pour son premier jour d'exploitation en France, Arrête avec tes mensonges a réalisé 12 795 entrées, dont 6 582 en avant-première, pour un total de 420 séances proposées. En comptant l’ensemble des billets vendus pendant ce premier jour, le film se positionne en quatrième place du box-office des nouveautés pour sa journée de démarrage, derrière À la belle étoile (13 656) et devant Missing (7 866).
Au bout d’une première semaine d’exploitation dans les salles françaises, le long-métrage totalise 48 547 entrées, pour un total de 2 750 séances proposées. En ne tenant compte que des tickets vendus cette semaine, hors avant-premières, le long métrage se positionne dix-septième du box-office hebdomadaire, derrière La Femme de Tchaïkovski (42 143) et devant Zodi et Téhu, frères du désert (36 982).
| Pays ou région | Box-office     | Date d'arrêt du box-office | Nombre de semaines |
| -------------- | -------------- | -------------------------- | ------------------ |
| France         | 88 879 entrées | en cours                   | 9                  |

## Distinctions
Prix des lycéens au Festival du film de société de Royan en 2022.

### Nominations et sélections
- Festival du film francophone d'Angoulême 2022 : section « Les coups de cœur »[2]
- Festival de films francophones Cinemania 2022[9] : section « Première nord-américaine »[25]
- Festival Chéries-Chéris 2022 : section « Séances événements »[10]